# Cordinhã
Cordinhã es una freguesia portuguesa situada en el municipio de Cantanhede. Según el censo de 2021, tiene una población de 974 habitantes.